# Ferdinand Julian Egeberg
Ferdinand Julian Egeberg (født 23. november 1842 i Moss, død 12. september 1921 i Tolga i Hedmark) var en norsk forretningsmand og kabinetskammerherre hos Oscar II. Egeberg huskes blandt andet fordi han i 1919 indstiftede Egebergs ærespris.